# Michel Ciry

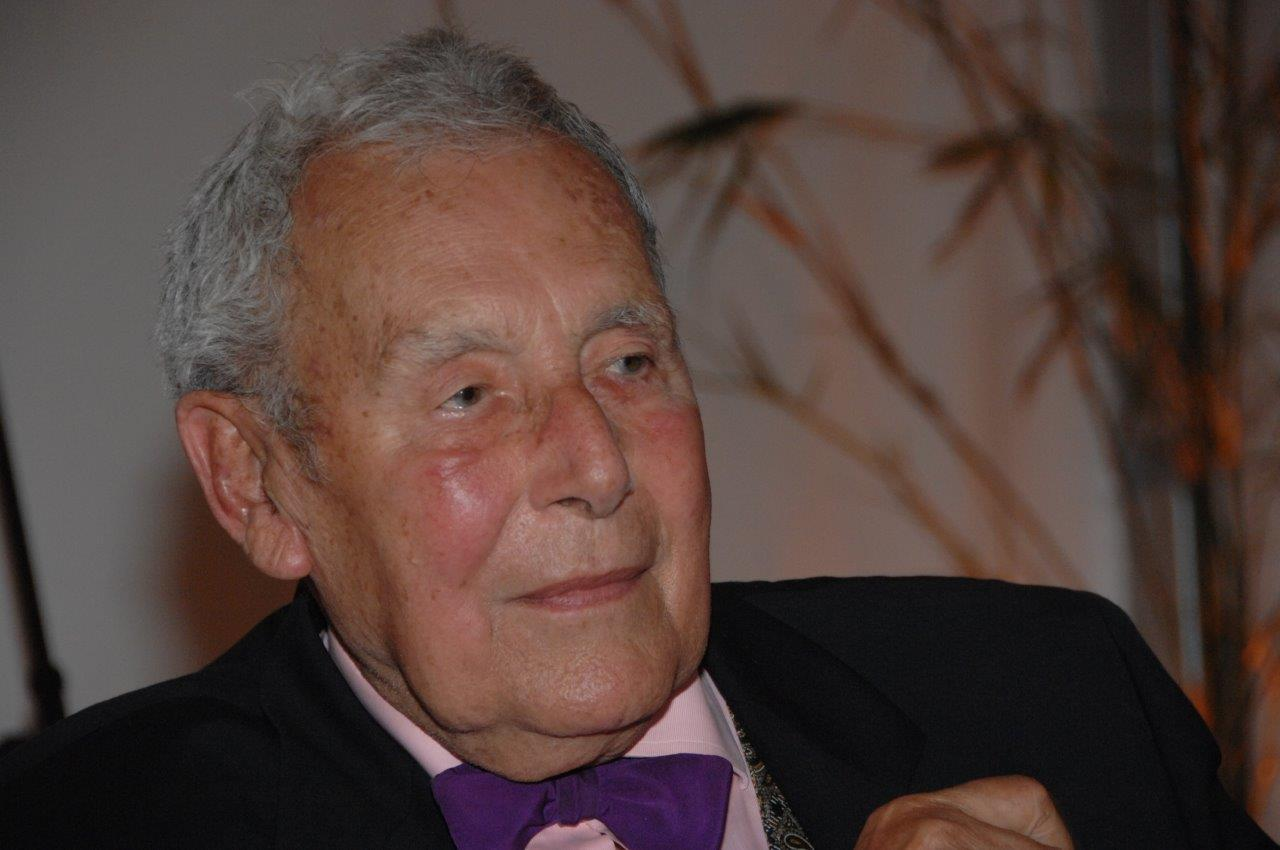
Michel Ciry, 2009

Michel Ciry (* 31. August 1919 in La Baule; † 26. Dezember 2018 in Varengeville-sur-Mer) war ein französischer Maler, Grafiker, Autor und Komponist.

## Leben und Wirken
1934 bis 1937 studierte Michel Ciry an der École Duperré (Hochschule für angewandte Kunst) in Paris. Er studierte außerdem Komposition bei Nadia Juliette Boulanger und Annette Dieudonné. 1941 wurde er Mitglied der Société des Peintres Graveuers francais.
Ciry komponierte bis 1958 vor allem religiöse Werke. Während der Besatzungszeit (1943–1945) wurde Ciry bei den Concerts de la Pléiade in Paris als Schüler Nadia Boulangers berücksichtigt. 1951 und 1952 wurden Werke in Darmstadt, 1957 bei den Donaueschinger Musiktagen aufgeführt.
2013 richtete Ciry in Varengeville-sur-Mer, wo er seit 1964 lebte, ein Museum (Musée Michel Ciry) ein. Es zeigt Gemälde (teils großformatig), Druckgraphiken und Zeichnungen aus vierzig Schaffensjahren.
Als Autor etablierte sich Ciry mit seinen Tagebüchern, die er 1971 bis 2011 in 36 Bänden veröffentlichte. Die Aufzeichnungen beginnen am 1. Januar 1942 und enden mit dem 14. November 2005.
Eine Freundschaft mit dem Theologen Bernhard Kirchgessner, Direktor des katholischen Bildungsinstituts Spectrum Kirche in Passau, begründete zwei Ausstellungen in Passau (2010 und 2019) und den Eingang einiger später Radierungen in die Graphiksammlung des Diözesanmuseums Passau.
Häufige Motive in Cirys Radierungen und Ölgemälden sind Porträts, (christlich) religiöse Szenen, Hände, Wolkenstimmungen mit Vögeln und u. a. Baumsolitäre und Zäune.